# Герасимчук, Давид Иванович
Давид Иванович Герасимчук (1916—1978) — подполковник Советской Армии, участник Великой Отечественной войны, Герой Советского Союза (1945).

## Биография
Давид Герасимчук родился 15 мая 1916 года в селе Великий Острожок (ныне — Хмельницкого района Винницкой области Украины) в крестьянской семье. Проживал в Тбилиси. Окончил семь классов средней школы, после чего работал в сапожной мастерской затяжчиком обуви. В 1936 году Герасимчук был призван на службу в Рабоче-крестьянскую Красную Армию. Проходил службу в отдельном эскадроне связи 17-й горно-кавалерийской дивизии Закавказского военного округа. В 1939 году окончил курсы усовершенствования командного состава, после чего командовал взводом конной разведки в 134-й и 214-й стрелковых дивизиях Харьковского военного округа. С июня 1941 года — на фронтах Великой Отечественной войны. Прошёл путь от командира взвода до командира полка. Участвовал в боях на Северо-Западном, Западном, Сталинградском, Брянском, Калининском, 1-м Прибалтийском, 3-м Белорусском фронтах. В 1942 году Герасимчук окончил ускоренный курс Военной академии имени Фрунзе. В боях три раза был ранен. Участвовал в боях в Псковской и Калининской областях в 1941 году, битве за Москву, Сталинградской и Курской битвах, Городокской, Белорусской, Восточно-Прусской, Кёнигсбергской операциях. К апрелю 1945 года гвардии подполковник Давид Герасимчук командовал 88-м гвардейским стрелковым полком 33-й гвардейской стрелковой дивизии 43-й армии 3-го Белорусского фронта. Отличился во время взятия Кёнигсберга.
Полк Герасимчука в апреле 1945 года первым в дивизии прорвал вражескую оборону и достиг окраин Кёнигсберга. 9 апреля, отразив несколько немецких контратак, полк овладел в уличных боях двадцатью кварталами. Герасимчук в тех боях лично уничтожил несколько солдат и офицеров противника.
Указом Президиума Верховного Совета СССР от 29 июня 1945 года за «образцовое выполнение боевых заданий командования на фронте борьбы с немецкими захватчиками и проявленные при этом мужество и героизм» гвардии подполковник Давид Герасимчук был удостоен высокого звания Героя Советского Союза с вручением ордена Ленина и медали «Золотая Звезда» за номером 8614.
После окончания войны Герасимчук продолжил службу в Советской Армии, был офицером Рязанского районного военного комиссариата, затем военным комиссаром Мариупольского районного военного комиссариата. В дальнейшем служил в Киевском и Закавказском военных округах. В 1957 году Герасимчук был уволен в запас. Проживал и работал в Сухуми, затем переехал в город Бердичев Житомирской области. Скончался 27 апреля 1978 года, похоронен в Бердичеве.
Был также награждён тремя орденами Красного Знамени, орденами Отечественной войны 1-й степени и Красной Звезды, а также рядом медалей.